# Rapsodia in agosto
(Clark di fronte ad un gruppo di Hibakusha)
Rapsodia in agosto (八月の狂詩曲?, Hachigatsu no kyōshikyoku) è un film giapponese del 1991 diretto da Akira Kurosawa, con la partecipazione straordinaria di Richard Gere. È stato l'ultimo film interpretato da Sachiko Murase, che sarebbe morta due anni dopo, nel 1993.
È stato presentato fuori concorso al 44º Festival di Cannes.

## Trama
Kane è una anziana hibakusha (sopravvissuta alla bomba atomica), che ha perso suo marito nel bombardamento atomico di Nagasaki avvenuto il 9 agosto 1945. Un giorno, la famiglia scopre che uno dei fratelli di Kane, Suzushiro, trasferitosi negli Stati Uniti prima della guerra, ha costruito negli anni una multinazionale della produzione e commercio di ananas, diventando ricchissimo.
Ora questo parente a lungo perduto è sul punto di morire, e venuti a sapere della sua esistenza i figli di Kane, per bieche ragioni di opportunismo, decidono di riallacciare i rapporti con lui; così, sfruttando le vacanze estive, si recano alle Hawaii per conoscerlo e potergli dare l'ultimo saluto, lasciando i rispettivi figli, Tateo, Minako, Shinjiro e Tami, a casa della nonna.
Come molti altri bambini della loro età, i quattro ragazzi non sanno quasi niente dei bombardamenti di Hiroshima e Nagasaki, e cosa abbiano significato per la comunità giapponese, e in particolare per chi come la loro nonna li ha vissuti in prima persona. Dopo aver meglio compreso i sentimenti di Kane, e desiderando di esaudire l'ultimo desiderio dello zio morente di rivedere per un'ultima volta la propria sorella, Tadao e gli altri iniziano una corrispondenza con i propri parenti d'America, e in particolare con il loro nuovo cugino Clark.
Lentamente, i ragazzi riescono a rompere il muro dei ricordi offuscati dalla vecchiaia di Kane, e prima che i propri genitori ritornino a casa, a convincerla a recarsi negli Stati Uniti per vedere un'ultima volta il proprio fratello (anche se ciò non le sarà possibile, a causa della morte improvvisa di Suzushiro).
Una volta rientrati in Giappone, i genitori dei quattro ragazzi, oltre a dimostrare ben poca sensibilità nei confronti di Kane e dei suoi sentimenti, mettono a nudo una volta di più il loro cinico proposito di sfruttare questa insperata occasione unicamente per fare carriera nel lavoro e migliorare la propria condizione economica. I loro piani sembrano però destinati a naufragare quando scoprono che i loro figli, per tentare di riavvicinare Kane al fratello, avevano fatto accenno alla perdita subita dalla nonna nel bombardamento di Nagasaki, un evento che i giapponesi d'America considerano tabù in quanto fonte di disagio e vergogna nei confronti dei connazionali, ma vengono tutti duramente rimproverati da Kane, l'unica assieme ai suoi nipoti a cui sembra importare qualcosa di costruire un rapporto sereno con questo ramo della famiglia a lungo dimenticato.
Alla fine, a Nagasaki, arriva proprio Clark, che a dispetto di quanto i genitori avevano temuto non è venuto in Giappone per tagliare i ponti, ma al contrario per portare gli omaggi della sua famiglia alla memoria del marito di Kane e di tutte le vittime delle due bombe atomiche.
Purtroppo dopo la morte del fratello Suzushiro, che aveva infine riconosciuto da una sua foto da giovane portata da Clark, Kane ha un crollo psicologico per non aver potuto esaudire il suo desiderio di rivederla prima della morte. Inizia quindi a rivivere nel passato, scambiando una tempesta per un bombardamento aereo, preparando i vestiti del defunto marito come se fosse ancora in vita, e in un giorno in cui le nubi sono simili a quelle del maledetto 9 agosto 1945, mettendosi in cammino verso Nagasaki con un piccolo ombrello dentro la tempesta, quasi che stesse rivivendo il giorno e tentasse di raggiungere il marito per salvarlo. Nipoti e figli la inseguono in una scena commovente che chiude la pellicola.

## Colonna sonora
Due sono i motivi principali:
- il lied di Schubert (1815) su testo di Goethe Rosellina della landa (1771)
- lo Stabat Mater RV 621 (1712) di Antonio Vivaldi su testo latino di Jacopone da Todi (1303-1306)

## Riconoscimenti
- 1991 - Nikkan Sports Film Award
  - Miglior attrice a Sachiko Murase
- 1992 - Award of the Japanese Academy
  - Per la direzione artistica, la fotografia, le luci e i suoni